# Halo 3
Halo 3 là một trò chơi bắn súng góc nhìn thứ nhất được phát triển bởi Bungie cho hệ máy console Xbox 360. Và là phiên bản thứ 3 trong series Halo, trò chơi này là một hậu bản của Halo 2. Cốt truyện trong Halo 3 xoay quanh cuộc chiến giữa nhân loại và một tập hợp của chủng người ngoài hành tinh được biết đến với tên gọi là Covenant, cùng với đó là một chủng ký sinh trùng ngoài hành tinh Flood. Người chơi sẽ được đảm nhận vai trò của Master Chief, một siêu chiến binh, trong khi anh ấy chiến đấu với Covenant và Flood. Trò chơi còn có những tính năng khác như phương tiện, vũ khí mới, và những yếu tố gameplay chưa từng có của những phiên bản trước đó, đồng thời bổ sung tính năng "Theater" cho việc lưu/xem gameplay Chiến Dịch hoặc Multiplayer trước đó, tính năng "File Sharing" cho việc chia sẻ tập tin map hoặc file Theater và tính năng Forge, một công cụ cho phép người chơi tùy chỉnh hoặc tạo bản đồ trong Multiplayer.
Bungie bắt đầu quá trình phát triển Halo 3 ngay sau khi Halo 2 phát hành. Trò chơi được công bố ở sự kiện E3 2006, đối với những ai đã mua Crackdown người chơi đó sẽ được mời vào phiên bản thử nghiệm Multiplayer của Halo 3. Microsoft đã đầu tư 40 triệu đô để quảng bá trò chơi này, để có thể mở rộng doanh thu bán hệ máy console Xbox 360 và thêm sự hấp dẫn cho fan của series Halo. Chiến dịch quảng bá còn có những "xúc tiến chéo" và một ARG. Trò chơi đã được phát hành vào tháng 9 năm 2007.
Halo 3 đã có doanh thu lên tới 170 triệu đô vào ngày đầu tiên phát hành và tổng cộng doanh thu trong 1 tuần là 300 triệu đô. Đã có hơn 1 triệu người chơi Halo 3 thông qua Xbox Live trong vòng 20 giờ đầu tiên. Đến nay, Halo 3 đã bán được hơn 14,5 triệu bản. Trò chơi này cũng là game bán chạy nhất tại Hoa Kỳ vào năm 2007. Halo 3 đã được các nhà phê bình đón nhận rất tích cực, với tính năng Forge và chế độ multiplayer được coi là những cái nhấn mạnh của trò chơi; một số nhà đánh giá chỉ trích chế độ chơi đơn, đặc biệt là cốt truyện và bố cục chiến dịch. Halo 3 được coi là một trong những trò chơi điện tử hay nhất mọi thời đại. Một bản tiền truyện, Halo 3: ODST, được phát hành vào tháng 9 năm 2009. Một hậu bản, Halo 4 được phát hành vào tháng 11 năm 2012, được phát triển bởi một studio mới 343 Industries. Halo 3 được phát hành lại trong Halo: The Master Chief Collection dành cho hệ máy Xbox One vào tháng 11 năm 2014 và được port lên Microsoft Windows vào tháng 7 năm 2020.

## Gameplay

Master Chief cầm súng trường của anh ấy vào một đám Grunt của Covenant. Một vật phẩm có tên là "Bubble Shield" được kích hoạt trong ảnh.

Halo 3 là một  trò chơi bắn súng cho phép người chơi trải nghiệm gameplay chủ yếu ở góc nhìn thứ nhất. Thường trong quá trình chơi bạn sẽ được đi bộ là nhiều, nhưng vẫn có vài màn chơi tập trung vào việc tấn công địch bằng phương tiện. Gameplay tập trung vào lối chơi cổ điển được gọi là "Tam Giác Vàng của Halo" nghĩa là người chơi sẽ chủ yếu sử dụng vũ khí, lựu đạn và cận chiến trong rất nhiều tình huống. Người chơi cũng có thể "dual-wield" một vài vũ khí để có thêm hỏa lực, nhưng khi sử dụng dual-wield bạn sẽ phải từ bỏ việc sử dụng lựu đạn và cận chiến. Không như những phiên bản trước đó, vũ khí phụ của người chơi được hiển thị cho model nhân vật của họ, thường là ở sau lưng hoặc là hông. Halo 3 có những vũ khí hỗ trợ mới, như là những vũ khí sử dụng hai tay cồng kềnh làm chậm người chơi khi mang theo, nhưng đổi lại là nó có hỏa lực rất cao.
Không chỉ có mỗi vũ khí mới, Halo 3 có bổ sung một yếu tố cho gameplay được gọi là "equipment"; những vật phẩm này có nhiều tác dụng khác nhau, từ vật phẩm phòng thủ đến hồi lại giáp và pháo sáng. Và bạn chỉ có thể mang một trong 11 những equipment khác. Phương tiện cũng đã được cải tiến thêm ví dụ như những phương tiện mới hoặc là những phương tiện chỉ dành cho AI.
Halo 3 có bổ sung những tính năng không liên quan đến gameplay, như là tính năng Forge, một công cụ để tạo/chỉnh sửa map. Forge cho phép người chơi thêm hoặc xóa đồ vật trong game như là vũ khí, tường, phương tiện, vân vân... vào map có sẵn của game. Hầu hết tất cả vũ khí, phương tiện và các đồ vật tương tác có thể được đặt và di chuyển trong bản đồ với Forge. Người chơi có thể truy cập vào Forge và chỉnh sửa và thao tác các đồ vật trong thời gian thực. Tuy nhiên Forge vẫn có giới hạn của nó, ở góc dưới bên phải bạn có thể thấy một thanh "Budget" nếu bạn đã đặt tới giới hạn của nó bạn sẽ không thể thêm đồ vật nào nữa. Người chơi có thể lưu 100 file film gameplay vào ổ cứng Xbox 360, để xem hành động họ đã làm ở bất kỳ góc nhìn/tốc độ nào. Halo 3 có hỗ trợ tính năng chia sẻ file (file sharing), nơi mà những film gameplay, ảnh chụp màn hình, và những tùy chỉnh có thể được tải lên trang web chính thức của Bungie. Bất cứ ai cũng có thể xem những nội dung người chơi đã tạo trong trang web đó và người chơi có thể đánh dấu nó để tự động tải nội dung vào console của họ khi đăng nhập vào Halo 3.